# Gulla Pfeffer
Gulla Pfeffer (geboren als Auguste Melida Johanna Kellermann 20. November 1897 in Berlin; gestorben 9. Februar 1967 in London) war eine deutsche Ethnologin.

## Leben
Auguste Kellermann war das uneheliche Kind einer Schauspielerin. Im Alter von acht Jahren wurde sie von dem wohlhabenden Maschinenfabrikanten Emil Paßburg adoptiert. Sie besuchte das Dorotheen-Lyzeum und ein Mädchenpensionat in England. Sie beendete ihren Schulbesuch mit der Mittleren Reife und arbeitete als Töpferin und Bildhauerin in einem eigenen Atelier. 1919 heiratete sie den Forstreferendar Emil Pfeffer, sie hatten einen 1922 geborenen Sohn. Ende der 1920er Jahre machte sie eine Schiffsreise nach Kamerun und lernte bei der Rückfahrt den Afrikanisten Diedrich Westermann kennen, der sie in der Folgezeit ermutigte, eine Forschungsreise nach Kamerun anzugehen, und der den Kontakt zur britischen Mandatsverwaltung herstellte. Pfeffer erlernte in Berlin ein wenig Hausa und informierte sich am Berliner Völkerkundemuseum über das Anlegen ethnographischer Sammlungen. Die finanzielle Unterstützung holte sie sich bei ihren Eltern.

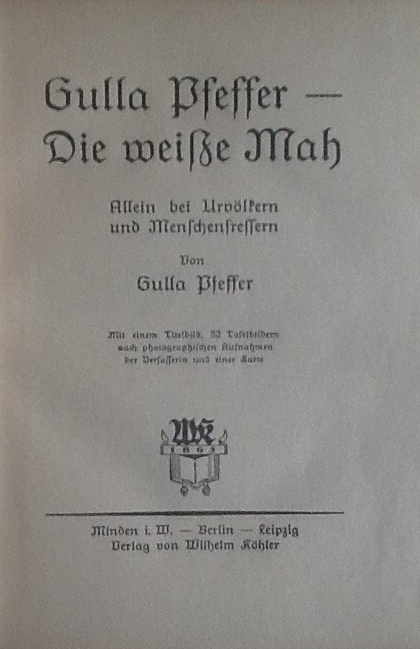
Gulla Pfeffer – Die weiße Mah (1929)

Pfeffer unternahm 1927/28 ihre erste Expedition nach Kamerun und in das nordöstliche Nigeria. Ihre Sammelergebnisse und die Fotografien verkaufte sie an das Berliner Museum, sie schrieb Zeitungsartikel und das Buch Die weiße Mah. 1929 reiste sie mit dem Kameramann Friedrich Dalsheim und der Fotografin Lotte Errell nach Togo zu den Ewe, wo ein Film über das Leben von der Zivilisation unberührter Eingeborener entstehen sollte. Dalsheim fertigte aus dem Material den Film Menschen im Busch. Der Plan, die Expedition zu den Fulbe in Nigeria fortzusetzen, scheiterte, als Pfeffer an Kinderlähmung erkrankte und nach Berlin zurückkehren musste. Sie benötigte die nächsten zwei Jahre zur Rekonvaleszenz.
Pfeffer studierte in dieser Zeit an der Berliner Universität Völkerkunde unter anderem bei Westermann, bei Richard Thurnwald und Fritz Krause. Auf ihrer dritten Reise (1932 bis 1934) wurde sie von dem südafrikanischen Journalisten John Carlin begleitet, der 1937 einen Reisebericht mit ihren Fotografien veröffentlichte. Sie mussten zunächst acht Monate in Lagos auf ihre Forschungsgenehmigung warten und gingen dann in die französische Kolonie Kamerun nach Lompta in der Region Adamaoua. Hier sammelte sie das Material für ihre Dissertation, mit der sie 1936 an der Berliner Universität promoviert wurde.
Pfeffer ließ sich von ihrem Mann scheiden und ging nach London, wo sie auf eine Promotion zum Ph.D. an der London School of Economics (LSE) hinarbeitete. Nach Kriegsausbruch ging sie eine Scheinehe mit dem Engländer Alexander Kell ein, um ihre Behandlung als Enemy Alien zu verhindern, was ihr aber nicht glückte. Gulla Kell wurde inhaftiert und erst 1943 aus der Internierung aus dem Port Erin Women’s Detention Camp auf der Isle of Man entlassen, obwohl Bronislaw Malinowski und Meyer Fortes sich für sie einsetzten. Ihre wissenschaftliche Arbeit nahm sie danach nicht mehr auf, sondern arbeitete in England als Töpferin. 1953 ging sie nach Burma, um in ein buddhistisches Kloster einzutreten. Ihren Lebensunterhalt bestritt sie als Deutschlehrerin an der Universität Rangun. Sie veröffentlichte noch einen Beitrag in der wissenschaftlichen Zeitschrift Sociologus. Kell erkrankte und starb in einem Londoner Krankenhaus.

## Schriften (Auswahl)
- Gulla Pfeffer – Die weiße Mah : Allein bei Urvölkern und Menschenfressern. Mit 1 Titelb., 52 Taf. Bildern nach photograph. Aufnahmen d. Verfasserin. Vorwort Leonore Wulff. Minden : Wilhelm Köhler, 1929
- Die Djafun-Bororo, ihre Gesellschaft, Wirtschaft und Seßhaftwerdung auf dem Hochland von Ngaundere.  Zeitschrift für Ethnologie. 1936, S. 151–196. Zugl.: Berlin, Univ., Diss., 1936
- Gulla Kell: The Vital Importance of the Donation System for the Burmese. In: Sociologus, 9: S. 131–149